# Rozen Maiden
Rozen Maiden (ローゼンメイデン Rōzen Meiden?, lit. Las doncellas de Rozen) es una serie de manga creada por el dúo artístico PEACH-PIT y posteriormente adaptada a una serie de anime bajo la dirección de Mamoru Matsuo. La historia cuenta la historia de Jun Sakurada, un joven que sufre un trauma escolar y que, por diversas circunstancias, termina involucrándose con un grupo de muñecas vivientes conocidas como las Rozen Maiden, a medida que éstas luchan entre sí en su afán por convertirse en Alice, la niña perfecta.
La serie fue originalmente publicada en la revista Comic Birz de la editorial Gentosha entre septiembre del 2002 y julio de 2007, recopilando un total de ocho volúmenes. Sin embargo, por diversos problemas entre PEACH-PIT y Gentosha el manga finalmente pasó a cargo de la editorial Shūeisha que la reeditó en solo siete volúmenes. La segunda parte del manga, que recibe el nombre de Rozen Maiden Tales, inició su publicación en abril de 2008 y finalizó en enero de 2014, en la revista seinen Young Jump.
El anime consta de tres temporadas de doce capítulos cada una: Rozen Maiden y Rozen Maiden ~Träumend~ (ローゼンメイデン　トロイメント Rōzen Meiden Träumend?, Las Doncellas de Rozen ~Soñando~), un especial de televisión de dos episodios llamado Rozen Maiden ~Ouvertüre~ y el OVA Rozen Maiden Duellwaltzer. En noviembre de 2012 se confirmó otro anime de Rozen Maiden, esta vez bajo la producción de Studio DEEN, que se estrenó el 4 de julio de 2013 con el nombre de Rozen Maiden Zurückspulen. En una encuesta producida por TV Asahi en el 2006 sobre los mejores 100 animes, Rozen Maiden alcanzó el puesto 9.

## Argumento
La historia comienza con Jun, un chico que vive aislado en su habitación y acostumbra a adquirir juguetes supuestamente malditos por Internet. Un día recibe una misteriosa carta que dice: "¿Le darás cuerda? ¿No le darás cuerda?", y distraídamente elige la primera opción. Así es como obtiene a Shinku, una hermosa y refinada muñeca que, luego de darle cuerda, cobra vida y dice ser la quinta Rozen Maiden. Jun se entera de que las Rozen Maiden son una colección de muñecas especialmente diseñadas para 'El Juego de Alicia' (Alice Game), un juego que consiste en una lucha a muerte contra otra Rozen Maiden para ganar la Rosa Mística de ella, y la que logre conseguir todas las Rosas Místicas se convertirá en Alicia, la muñeca perfecta. Shinku obliga a Jun a ser su médium (maestro) a través del contrato del anillo y así ella obtiene energía de Jun para ser más fuerte en la lucha.

## Personajes
Los personajes de la historia gira en torno a las 7 Rozen Maiden y sus médiums respectivos.
Shinku (真紅 Reiner Rubin, Rubí Puro?)
Voz por: Miyuki Sawashiro, Mela Lee (inglés), Luci Christian (Zurückspulen)
Es la quinta muñeca de Rozen Maiden. Protagonista de la historia y muñeca de Jun Sakurada. Ella hace un contrato del anillo con Jun después que este aceptara "dar cuerda" y acepta el participar en El Juego de Alicia y ser la muñeca perfecta, aunque después esto cambiara.
Su poder consiste en lanzar pétalos de rosa y su espíritu artificial es Holie.
Suigintō (水銀燈 Mercury Lampe, Lámpara de mercurio?)
Voz por: Rie Tanaka, Karen Strassman (inglés), Jessica Calvello (Zurückspulen)
Es la primera muñeca de Rozen Maiden. Su médium es Megu Kakizaki quien está enferma terminal y siente una fuerte conexión con su muñeca la cual que busca la forma de salvarla tanto de su enfermedad como de la séptima muñeca.
Su poder consiste en lanzar afiladas plumas (a veces con fuego), embestir con sus gigantes alas negras y una espada. Su espíritu artificial es Mei Mei.
Kirakishō (雪華綺晶 Schönen Schneeblüte Kristall, Hermoso Copo de Nieve de crystal?)
Voz por: Chiemi Chiba, Carli Mosier (inglés)
Es la séptima muñeca de Rozen Maiden. Toma el antagonismo hacia el final del manga y totalmente en Tales, siendo el mayor peligro para todas las demás muñecas. Es la única que no posee cuerpo, con lo que buscará obtener el de alguna de sus hermanas y en especial el alma de los médiums de cada una de ellas.
Jun Sakurada (桜田 ジュン?)
Voz por: Asami Sanada, Mona Marshall (inglés), Shannon Emerick (Zurückspulen)
El protagonista humano de la historia, es el médium de Shinku y quien decide "dar cuerda". Vive con su hermana Nori y posteriormente con algunas de las Rozen Maiden, que tiene un carácter muy irritante.

## Medios

### Manga
El manga de Rozen Maiden, producido por PEACH-PIT, está serializado en dos diferentes revistas: Birz Comics Mensual, desde el 2002 hasta el 2007, y Young Jump Semanal desde abril de 2008. La serie ha conseguido bastantes seguidores, incluyendo al ex primer ministro de Japón Taro Aso, quien ganó el apodo de “Rozen Aso” después de ser visto leyendo el primer volumen del manga en el Aeropuerto Internacional de Tokio.  Aso comentó que “le fascina la profundidad de la historia”.
Rozen Maiden comenzó publicándose en Birz Comics desde septiembre de 2002 a julio de 2007. Los capítulos individuales son referidos como “phases” y hubo unos 43 en total. En marzo del mismo año, por causas no tan conocidas, la publicación se detuvo durante varios meses hasta quedar prácticamente estancada. Unos especularon que la editorial perdió el borrador de PEACH-PIT, mientras que otros dijeron que había una especie de desacuerdo entre PEACH-PIT y la editorial. Por el abrupto final de la serie en julio, que ascendió a algo parecido a un “deus ex machina”, las autoras tuvieron que pedir disculpas a sus lectores. El manga, que había sido reunido en 7 tomos hasta ahora, termina con un abreviado volumen que se estanca en el phase 43. El último tomo cuenta con apenas 90 páginas, menos de la mitad en comparación con los anteriores.
| Volumen | ISBN                   | Fecha de publicación en Japón | Capítulos           |
| ------- | ---------------------- | ----------------------------- | ------------------- |
| 01      | ISBN 4-344-80212-8     | 24 de marzo de 2003           | Prólogo - Phase 4   |
| 02      | ISBN 4-344-80340-X     | 24 de diciembre de 2003       | Phase 5 - Phase 11  |
| 03      | ISBN 4-344-80452-X     | 24 de septiembre de 2004      | Phase 12 - Phase 18 |
| 04      | ISBN 4-344-80505-4     | 24 de diciembre de 2004       | Phase 19 - Phase 22 |
| 05      | ISBN 4-344-80620-4     | 24 de agosto de 2005          | Phase 23 - Phase 28 |
| 06      | ISBN 4-344-80691-3     | 24 de enero de 2006           | Phase 29 - Phase 33 |
| 07      | ISBN 4-344-80822-3     | 24 de septiembre de 2006      | Phase 34 - Phase 40 |
| 08      | ISBN 978-4-344-81030-3 | 23 de junio de 2007           | Phase 41 – Phase 43 |

En marzo de 2008, un one-shot de manga titulado Shōjo no Tsukuri-kata (“Cómo hacer una chica”) apareció en la revista Young Jump Semanal, describiendo brevemente la forma de fabricar a Shinku. Poco después, PEACH-PIT anunció que el manga volvería a ser publicado, esta vez en Young Jump, la noticia se confirmó el 17 de abril de 2008. Se sabe que la revista Young Jump Semanal compró los derechos de edición a la revista Birz Comics Mensual para poder publicar una edición especial del manga Rozen Maiden en formato Shūeisha.

#### Rozen Maiden Tales
Es la segunda parte del manga, la continuación directa del mismo y cuenta cómo sería la vida de Jun (19 años) si no hubiera aceptado dar cuerda. De alguna forma extraña recibe mensajes de su "yo" de 14 años, pidiéndole ayuda para reparar a Shinku y luchar contra la última y más peligrosa Rozen Maiden, Kirakishou con ayuda al inicio de la peor enemiga de Shinku, Suigintou. Con un total de 66 capítulos divididos en 10 volúmenes donde se da fin al manga de Rozen Maiden Tales y a la historia completa.

#### Maite ha Ikenai Rozen Maiden
En un comunicado de la Young Jump, se anunció un manga spin-off basado en la obra original de PEACH-PIT en la revista Miracle Jump, también de Shueisha, que recibe de título Maite ha Ikenai Rozen Maiden. Sin embargo, esta no correrá a cargo de PEACH-PIT, sino que será escrito y dibujado por Choboraunyopomi, autora del yonkoma Ai Mai Mi. Como en el manga original, la historia girará en torno a las muñecas Rozen Maiden que lucharán hasta que solo quede una, a la que se le llamará "Alice".

### Anime

#### Rozen Maiden
Es la primera saga, se centra principalmente en la rivalidad entre Shinku y Suigintou y la introducción de las Rozen Maiden, explicando qué es el Alice game y su objetivo.
Sakurada Jun es un joven de temperamento fuerte y adicto a realizar compras por Internet. Se encuentra aislado del mundo debido a un trauma escolar. Un día recibe una carta en la cual le ofrecen un objeto sumamente misterioso. Jun la firma sin dudar, como hacía cada vez que realizaba una compra en línea, sabiendo que devolvería muy pronto la adquisición. Al instante encuentra en el suelo una caja con una rosa de color dorado que ha aparecido allí inexplicablemente. Dentro de esta caja encuentra una hermosa y bien elaborada muñeca vestida de rojo, y a su lado, una manecilla dorada. Jun inspecciona a la muñeca y decide darle cuerda. De inmediato, ésta cobra vida y de forma prepotente le ordena al joven que la suelte. Aún conmocionado, Jun observa como la muñeca se presenta: su nombre es Shinku, la quinta muñeca de Rozen Maiden. En ese momento, un payaso con plan asesino irrumpe en la habitación por la ventana y Shinku le dice a Jun que ella lo ayudará solo si él besa el anillo en forma de rosa que tiene ella en su dedo, si lo hace, acepta ser su sirviente y dándole libertad de tomar su energía vital para pelear. Con disgusto, pero sin más opción, Jun obedece a Shinku y se convierte en su médium, iniciando su aventura con ella, acompañándola (y sirviéndola) en batallas, conociendo a las otras Rozen Maiden y tomando nuevamente las riendas de su destino. Jun le va tomando cada vez más cariño a Shinku y la pone como ejemplo para seguir adelante. Al final de la primera temporada, Jun jura proteger a Shinku durante su batalla contra Suigintou en el Alice game.

#### Rozen Maiden ~Träumend~
Es la continuación de Rozen Maiden, centrada en el Alice game y la creación de la misma, para placer de Rozen. Esta temporada es más "oscura" respecto a la primera. Los personajes sufren cambios radicales. Por ejemplo Jun, que lucha contra su síndrome de hikikomori. Él ya puede salir de su casa, y se prepara para volver al colegio. También Shinku, debido a los hechos que ocurrieron en la primera temporada con sus hermanas, aunque igual sigue siendo estricta y continúa castigando a Jun cada vez que puede. También se presentan personajes nuevos, tanto humanos (los otros médiums), un extraño conejo que viste de tuxedo y que se hace llamar "Laplace No Ma" y también las demás muñecas: Kanaria, la segunda Rozen Maiden, y Barasuishou, que se presenta como la séptima Rozen Maiden (Barasuishou es una muñeca que únicamente aparece en el anime). Habiendo despertado la última de las muñecas, comenzará oficialmente el Alice game y deberán pelear entre sí, lo quieran o no.

#### Rozen Maiden ~Ouvertüre~yRozen Maiden Duellwaltzer(OVA)
Rozen Maiden ~Ouvertüre~ es un flash back de dos OVAS que comienza cuando Souseiseki le cuenta a Jun la historia de la rivalidad entre Suigintou y Shinku. Está situado por mediados de ~Träumend~, pero la verdadera acción se desarrolla en el siglo XIX en Londres. También se muestra el origen del amor de Suigintou hacia Rozen y el por qué empezó su odio hacia Shinku, quien al creer que porque Suigintou estaba incompleta, no merecía ser una Rozen Maiden.
Rozen Maiden Duellwaltzer es un OVA de 7 minutos, publicado junto al juego homónimo el 27 de abril de 2006.

#### Rozen Maiden Zurückspulen
Rozen Maiden Zurückspulen es la continuación directa y más fiel del manga de Peach Pit, desligándose del anime del 2006 y tomando los hechos de segunda parte como historia principal.
Cuenta cómo sería la vida de Jun (19 años) si no hubiera aceptado dar cuerda. De alguna forma extraña recibe mensajes de su "yo" de 14 años, pidiéndole ayuda para reparar a Shinku y luchar contra la última y más peligrosa Rozen Maiden, Kirakishou con ayuda al inicio de la peor enemiga de Shinku, Suigintou.
Con un primer capítulo desordenado y confuso que hizo el intento de resumir la primera parte, la historia se enfoca en un universo alternativo, donde Jun Sakurada no aceptó dar cuerda a las muñecas y ahora es un adulto solitario con una vida gris.
El Jun mayor vive solo, trabaja y va a la universidad. El trabajo le va mal con un jefe que no lo soporta y la universidad no es su sitio, llena de gente extraña y donde siempre está solo. Perdió relación con su hermana y vive en un pequeño apartamento, casi malviviendo ya que su sueldo no le da para mucho.
La conexión con las Rozen Maiden les llega a través de Kirakishou, la séptima muñeca sin un cuerpo físico, que está haciendo estragos en el mundo del otro Jun y para arreglar las cosas Shinku se transporta a ese mundo, en forma de entregas semanales coleccionables.
Si bien las muñecas y su historia (+ nostalgia) es el gancho por el cual iniciarse a esta historia, el núcleo pasa por ese Jun adulto lleno de apatía y depresión, y como poco a poco, con tropiezos e inseguridades, va cambiando la visión negativa de su vida saliendo del egoísmo y encierro que se auto impuso gracias a la llegada de la estirada Shinku, una Shinku triste con sus problemas, que por una parte lo conoce pero por otra esta frente a un extraño, y que trata de darle ese empujón para salir adelante.
La temporada cuenta con 13 capítulos de unos 23-24 minutos y, pese a ser mayormente fiel al manga, no adapta su final verdadero.

### Banda sonora
La música incidental fue compuesta por Mitsumune Shinkichi y fue publicada en el álbum Rozen Maiden Original Soundtrack. Por otro lado, los openings estuvieron a cargo de Ali Project y los endings de Kukui y Annabel en la nueva temporada.

### Videojuegos
Hay unos cuantos videojuegos de Rozen Maiden para ciertas plataformas:
- Rozen Maiden Duellwalzer: es un juego para PlayStation 2, tiene el mismo nombre que el OVA de Kun-Kun, basado en la primera temporada de Rozen Maiden.
- Rozen Maiden Gebetgarten: Es el segundo juego para PlayStation 2, exclusivo de Japón, se basa en ~Traumend~, a diferencia de Duellwalzer, este es uno de lucha en 3-D, cuándo salió Rozen Maiden Gebetgarten salió una edición especial en el que regalaban el reloj dorado de bolsillo de Shinku, o uno plateado pero de Suigintou.
- Rozen Maiden AliBat (abreviación de "Alice Battle"): Al igual que Gebetgarten es uno de lucha en 3-D, es para PC, en este juego aunque no salió mucho en el anime se incluye a Kirakishou como personaje y también a Kun-kun.
- Rozen Mugen: juego de lucha de Rozen Maiden en 2D con el motor de Mugen.
- Rozen Maiden Diadem: juego en el que solo se puede jugar con Suigintou y Shinku, cambiando entre las muñecas.
- Rozen Maiden Battle Royal ~Dear my Kun Kun~:juego de lucha 2D, al parecer, creado por fanes de la serie.
- Rozen Maiden Veherezun Jii Veruto Appu: videojuego de aventura y rol para PlayStation 3 y PlayStation Vita lanzado luego del estreno de Rozen Maiden Zurückspulen en julio de 2013.[10]

## Terminología
- Rozen Maiden: Creadas por Rozen, son unas legendarias muñecas cuyo destino ha sido siempre el de buscar la perfección, motivo de la creación del Alice game. Cada una tiene poderes y características especiales que les otorga ventajas y desventajas en el juego, no obstante, necesitarán de un médium humano que les suministre energía. Aunque las intenciones de algunas Rozen Maiden sean buenas, hay otras que harán todo tipo de jugadas sucias con tal de ganar.

- Médium: La Rozen Maiden necesita tener un médium, es decir, establecer un contrato mágico con un humano para que este le brinde energía con la que ella podrá efectuar sus habilidades a través del "Contrato del anillo de la rosa". Mientras más energía consuma, más energía roba a su médium, en conclusión, el médium se debilita y la muñeca se fortalece, e incluso puede llevarlo al borde de la muerte.

- Anillos: La Rozen Maiden posee un anillo especial llamado "De la Rosa", que sirve para hacer el contrato con el humano. Solo hay un anillo para cada una de ellas, y si lo pierden o anulan su contrato, deberán dormir y fabricar otro nuevo, cosa que dura mucho tiempo, mientras que el Alice Game no empiece ni concluya. Si el juego inicia y la muñeca pierde su anillo, será considerado como una señal de rendición y se verá obligada a entregar su Rosa Mística a la contrincante. La otra posibilidad es que la vencedora le perdone la vida y la convierta en su sirviente.

- Alice: La muñeca que logre conseguir las siete Rosas Místicas evolucionará y se convertirá en Alice (Alicia), "un ser tan puro y perfecto que opaca hasta a la joya más hermosa", según las palabras de Shinku. Justamente las Rozen Maiden fueron el intento fallido de Rozen por crear a Alice, aunque se dice también que ésta ya existía pero se rompió, y de sus trozos nacieron las 7 muñecas.

- Alice game: Es el nombre de la batalla en la que se centra toda la serie. El único objetivo de este juego consiste en despertar a Alicia, una hermosa y perfecta muñeca que solo aparecerá cuando una Maiden logre reunir las Rosas Místicas de sus contrincantes. Las siete muñecas tendrán que luchar continuamente para defender su respectiva Rosa y robar la de las demás, hasta que solo quede una. De esta forma, la que resulte vencedora puede reclamar la Rosa Mística de la perdedora, estando así un paso más cerca de ser Alicia, y convirtiéndose la perdedora en una muñeca inanimada. Hay casos, como el ocurrido con Hinaichigo, en el que las Rozen Maiden gastan demasiada energía en las batallas que terminan dejando a su médium al borde de la muerte. La única forma de salvarlo será rendirse y perder El Juego de Alicia, y la muñeca con la que luchó decidirá si convertir a la perdedora en su sirviente o quitarle su Rosa Mística. Aun si elige la primera opción, llegada a las finales la Rosa Mística será reclamada de todas formas.

- Maleta: En el manga de Rozen Maiden Tales se descubre, gracias a Suigintou, que las Rozen Maiden, al dormir, forman un anillo con sus sueños, pero tardan muchos años, es por eso que a veces pasan generaciones durmiendo. Se explica que la maleta se parece a una ostra que transforma un grano de arena en un perla, solo que en este caso la maleta transforma los sueños en un anillo. Un detalle importante es que si El Juego de Alicia comienza, las Rozen Maiden deberán dormir a una hora determinada, ya que son las reglas establecidas por el demonio de Laplace, el maestro del juego. Si las Maiden no cumplen con las condiciones, El Juego de Alicia se anula y vuelve a reiniciarse a menos que estén en pleno juego (lucha) y la hora no es tomada en cuenta.

- Rosa Mística: Es el nombre que recibe el alma de la muñeca y que le brinda sus poderes especiales. Es el elemento más importante del juego, ya que al conseguir todas las Rosas Místicas la muñeca Rozen Maiden se transformará en Alicia y podrá finalmente reunirse con su padre, Rozen. Cada vez que una muñeca consigue una Rosa Mística, su fuerza aumenta, y así tiene más posibilidades de ganar El Juego de Alicia.

- Espíritu artificial: Es el ente que nace de la Rosa Mística de la muñeca y que suele manifestarse en el mundo exterior como un pequeño punto luminoso parecido a un hada. Estos espíritus son los encargados de proteger a sus dueñas, ser sus informantes, sus guías en el camino al N-Field y quienes abren los portales a estos. En el caso de las Rozen Maiden gemelas, invocaran sus respectivos implementos de jardinería de los sueños. Cuando una Rozen Maiden es derrotada, su espíritu artificial la abandonará y será leal a aquella que la venció.

## Homenajes
- El nombre del conejo Laplace es un homenaje al matemático francés Pierre-Simon de Laplace.